# Martynas Mažvydas
Martynasū Mažvydas (1510 – 21 maggio 1563) è stato uno scrittore e pastore protestante lituano e l'autore del primo libro scritto in lingua lituana.

## Biografia

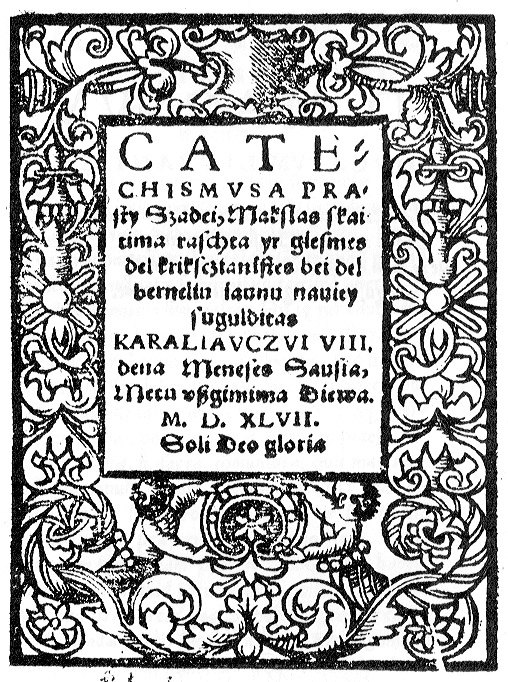
Il primo libro in lituano, il Catechismo dalle Semplici Parole di Martynas Mažvydas (1547)

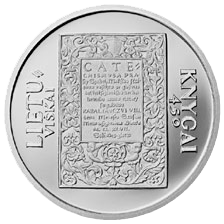
Moneta commemorativa da 50 litas emessi nel 1997 in occasione del 450º anniversario dalla stampa del primo libro realizzato in lingua lituana

Martynas Mažvydas è stato il più prolifico scrittore lituano del XVI secolo ed è considerato il padre della letteratura lituana.
Originario di una famiglia povera della Samogizia trascorse la sua infanzia e gioventù a Vilnius dove lavorò insieme ad altri scrittori presso la corte del granduca di Lituania. Subì persecuzioni per l'accusa di diffondere le idee della Riforma protestante, accettò quindi l'invito da parte del Duca di Prussia Alberto, che lo incaricò di propagare le novità della Riforma di Martin Lutero, e si trasferì a Königsberg dove iniziò, nel 1546 a frequentare l'università. Concluse gli studi nel 1548, la brevità degli studi fa presumere che avesse compiuto degli studi precedenti, si presume a Cracovia o a Vilnius.
Nel corso degli studi pubblicò il Catechismo dalle Semplici Parole 1547, ispirato al Piccolo Catechismo di Lutero, il primo libro stampato in lingua lituana, dando l'avvio alla letteratura e alla stampa in lituano.
Nel 1549 viene nominato decano di Ragainė e nello stesso anno scrive e pubblica L'inno di Sant'Ambrogio con una dedica in lituano. Nel 1554 Mažvydas diventa arcidiacono di Ragainė. 
Si prese cura dell'istruzione dei fedeli, regolò questioni agricole e continuò la sua attività letteraria in lituano, tradusse dal tedesco "La forma del battesimo" e lo pubblicò a Königsberg nel 1559. Nel periodo dal 1558 al 1562 tradusse dalla "Agenda prussiana" la preghiera "Parafrasi", che fu pubblicata postuma nel 1589.
La sua opera principale è la raccolta di inni protestanti Canti cristiani pubblicato in due parti nel 1566 e nel 1570 che fu stampato da suo cugino e che fu la base per gli altri libri protestanti pubblicati in seguito in Lituania minore.